# Diana Klotschko

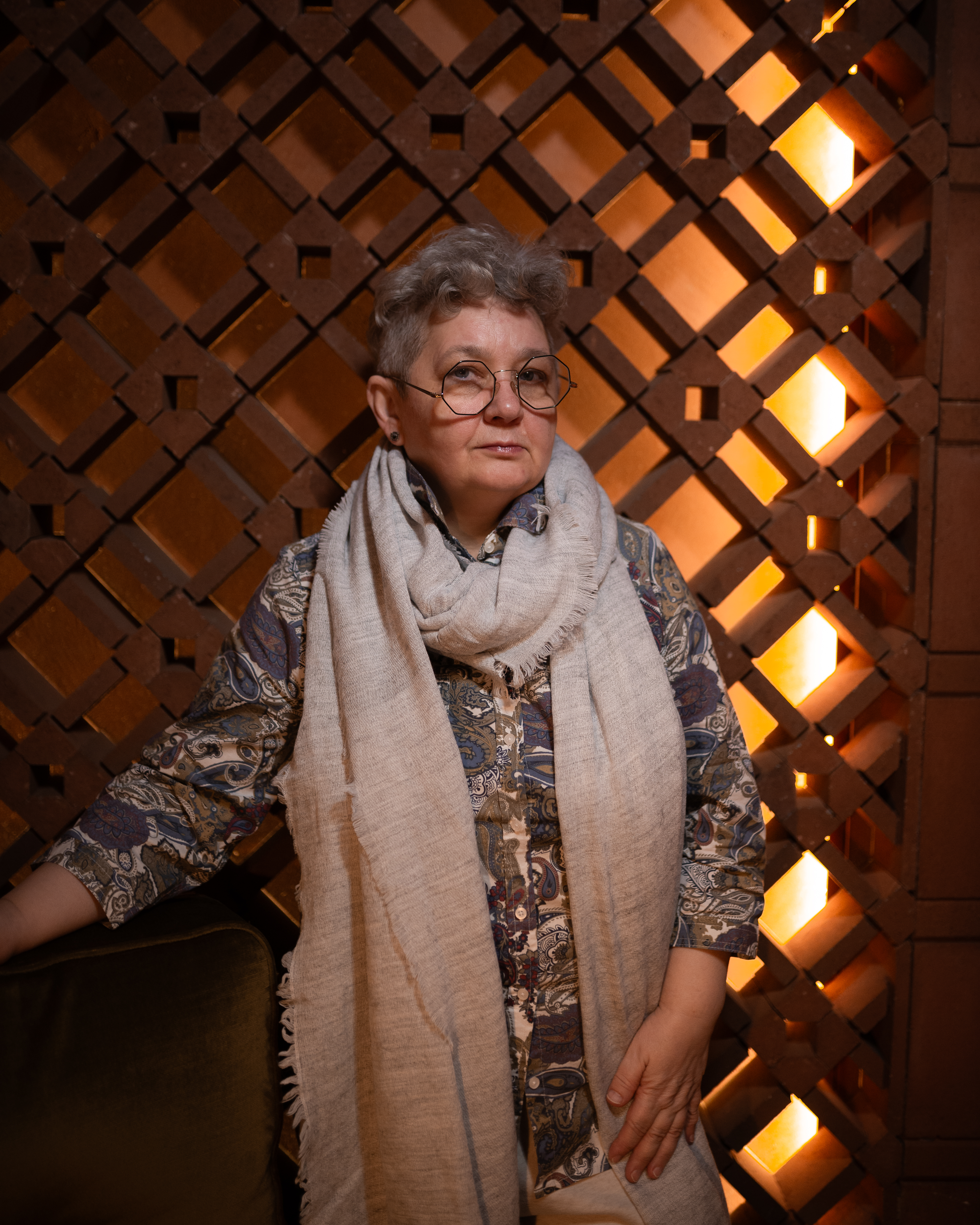
Diana Klotschko (2025)

Diana Heorhijiwna Klotschko (ukrainisch Діана Георгіївна Клочко; * 31. März 1963 in Kosyn, Oblast Riwne) ist eine ukrainische Kunsthistorikerin, Ausstellungskuratorin, Redakteurin und Übersetzerin. Sie ist Mitglied der ukrainischen Sektion der Association Internationale des Critiques d’Art unter der Schirmherrschaft der UNESCO und Preisträgerin des Jurij-Schewelow-Preises (2019).

## Leben und Wirken
Diana Klotschko studierte Kunstgeschichte am Staatlichen Kunstinstitut Kiew und an der Nationalen Akademie der Künste der Ukraine.  
Gemeinsam mit Igor Pomeranzew gründete sie den Übersetzerpreis „Metaphora“.
Seit 2011 hält sie öffentliche Vorträge und ist Autorin von Kursen über Kunstgeschichte
Sie ist Co-Kuratorin des Ausstellungsprojekts „The Aeneid Project. A Visual History of the Legendary Poem“ (2017, Nationales Kunstmuseum der Ukraine) und neben Pawlo Hudimow Mitbegründerin des Ukrainian Visual Books.
Zu ihren Projekten gehören Bildbände über die Werke von Johann Georg Pinsel, Władysław Horodecki, Olha Rapai, Sergei Paradschanow, Holzarchitektur in Japan und der Ukraine, Reiseführer und Übersetzungsreihen.

## Werke (Auswahl)
- Diana Klotschko: Schovane mystectvo: eseï, rozmovy, komentariv, ArtHuss, Kyjiw 2023, ISBN 978-617-8025-51-9 (ukrainisch)
- Andrij Kurkow, Andrij Putschkow, Christian Raffensperger, Diana Klotschko, Maksym Jaremenko, Alisa Loschkina, Myroslawa M. Mudrak, Oleksandr Solowjew, Wiktorija Burlaka: Treasures of Ukraine: A Nation's Cultural Heritage, Thames & Hudson, London 2022, ISBN 978-0-500-02603-8 (englisch)
- Diana Klotschko: 65 ukraïnsʹkych šedevriv. Vyznani j nejavni, ArtHuss, Kyjiw 2019, ISBN 978-617-7799-04-6 (ukrainisch)
- Diana Klotschko, Pawlo Hudimow: Eneïda Bazylevyča. Istorija stvorennja iljustracij i maketa knyhy do poemy Ivana Kotljarevsʹkoho, ArtHuss, Kyjiw 2017, ISBN 978-966-1545-29-7 (ukrainisch)